# Эхлиц
Эхлиц (нем. Oechlitz) — община в Германии, в земле Саксония-Анхальт. 
Входит в состав района Зале. Подчиняется управлению Оберес Гайзельталь.  Население составляет 562 человека (на 31 декабря 2006 года). Занимает площадь 11,96 км².